# Alzheimer's Disease International
Alzheimer's Disease International är en global samarbetsorganisation, bildad 1984, som arbetar med information och stöd till personer som har Alzheimers sjukdom eller någon annan svår kognitiv hjärnsjukdom (demenssjukdom) samt till deras anhöriga. Varje land representeras av en nationell ideell patient- och anhörigorganisation vars namn måste innehålla ordet "Alzheimers". Alzheimer Sverige är sedan mitten av 1980-talet Sveriges representant i Alzheimer's Disease International.

## Internationella Alzheimerdagen
Internationella Alzheimerdagen, (engelska: World Alzheimer's Day) arrangeras omkring den 21 september och ibland hålls arrangemanget under flera dagar. Numera har Alzheimer's Disease International utvidgat begreppet och sedan 2012 är hela september utsedd till World Alzheimer's Month™.
Syftet med Internationella Alzheimerdagen och Alzheimermånaden är att sprida information och öka medvetenhet om Alzheimers sjukdom och andra demenssjukdomar, inte att samla in pengar till forskning.